# Anthelme Brillat-Savarin
Jean Anthelme Brillat-Savarin (Belley, 1º aprile 1755 – Parigi, 2 febbraio 1826) è stato un politico e gastronomo francese.

## Biografia

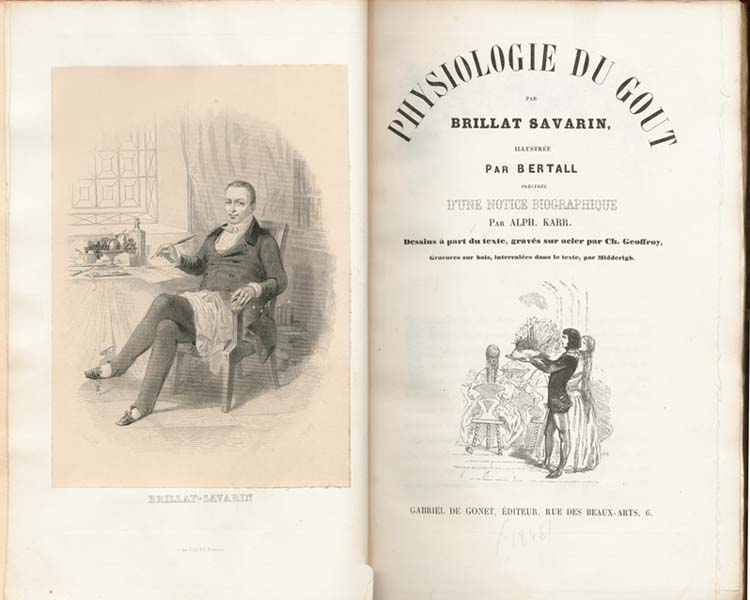
Frontespizio della Physiologie du Goût, con un ritratto dell'autore

Nacque a Belley, ai piedi delle Alpi. Seguendo la tradizione familiare, si laureò in Legge. Nel 1789 fu eletto deputato all'Assemblea Costituente; terminato il mandato, fu nominato consigliere della Corte di Cassazione. Durante il Regime del Terrore riparò in Svizzera e poi a New York. Tornato in patria dopo l'instaurazione del Direttorio, riebbe la carica di consigliere di Cassazione e fu insignito della Legion d'Onore.

## Opere
Scrisse una memoria sul duello e alcuni trattati giuridici, ma la sua fama è interamente legata a un libro divagante e aforistico, La fisiologia del gusto (Physiologie du Goût, ou Méditations de Gastronomie Transcendante; ouvrage théorique, historique et à l'ordre du jour, dédié aux Gastronomes parisiens, par un Professeur, membre de plusieurs sociétés littéraires et savantes), che mescola amabilmente nozioni scientifiche, riflessioni filosofiche, aneddoti storici, consigli e ricordi. L'opera, che fonda la figura dell'intellettuale gastronomo e che è un caposaldo teorico della cucina borghese, eserciterà una straordinaria influenza sulla letteratura culinaria successiva.